# Hamdànides
|  | Per a altres significats, vegeu «Hamdànides (desambiguació)». |

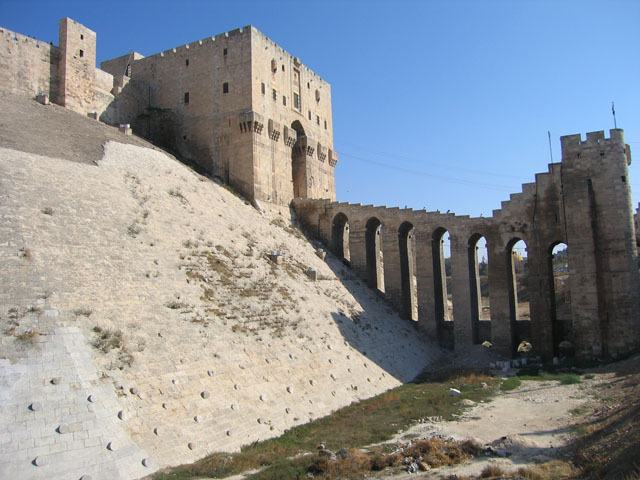
Vista de la ciutadella d'Alep, construïda sota el poder dels hamdànides

Els hamdànides (àrab: الحمدانيون, al-ḥamdāniyyūn, en sing. الحمداني, al-ḥamdānī) o Banu Hamdan (àrab: بنو حمدان, Banū Ḥamdān) foren una dinastia que va governar a Mossul i Alep mitjançant dues branques.

## Orígens
El seu ancestre fou Tàghlib i el seu ancestre immediat fou Adi ibn Ussama. Però el primer del qual es tenen dades històriques fou Hamdan ben Hamdan ben al-Harith, que el 868 lluitava amb altres taghlibites (ancestre Taghlib) contra els kharigites a la Djazira, i després es va passar al bàndol rebel (880 i després del 885), i fou conegut com al-Shari. Vers el 892 o 893, dominava algunes fortaleses de la Djazira, com Mardin, i de la riba esquerra del Tigris, com Ardumusht. El 895, el califa al-Mutamid va ocupar Mardin, que Hamdan va evacuar. Llavors, es va dirigir a Ardumusht i quan les forces del califa s'hi van presentar, Hamdan va deixar el comandament al seu fill Hussayn i en va fugir. Hussayn es va sotmetre al califa. Hamdan, després de ser perseguit un temps, fou capturat i empresonat.

## Primers hamdànides
Hussayn ibn Hamdan fou lleial al califa i va ocupar molts càrrecs, però es va revoltar el 915 i fou capturat el 916, i va morir a la presó (918).
Els altres germans, Abd-Al·lah ibn Hamdan, Ibrahim ibn Hamdan, Dàwud ibn Hamdan i Saïd ibn Hamdan, van restar lleials al califa. El primer fou nomenat governador de Mossul el 905 i va posseir la regió quasi sempre (tot i que la va perdre tres vegades). Va intentar un cop d'estat a Bagdad el 929, durant el qual va morir.

## Emirs hamdànides de Mossul
El seu fill Hàssan fou destituït del govern de Mossul, però va poder conservar el govern d'algunes fortaleses a l'esquerra del Tigris; això no obstant, fou nomenat governador de Mossul el 930, i encara que el va perdre diverses vegades, sempre el va recuperar fins que el 967 fou deposat pels seus fills. Va rebre el títol de Nàssir-ad-Dawla ('Defensor de la dinastia'), amb el qual és conegut (Nàssir-ad-Dawla). Va morir el 969.
Abu-Tàghlib, el fill gran, va assolir el poder el 967, però es va enfrontar amb el seu germà Hamdan, únic dels germans que s'havia oposat a la destitució del pare. Després, es va enfrontar al buwàyhida Bakhtiyar, emir al-umara ('primer ministre') a Bagdad (973-974) i després amb Àdud-ad-Dawla, successor de Bakhtiyar (977-978); aquest darrer el va derrotar i va ocupar Mossul i el va fer fugir cap a Palestina, on va morir en una batalla per ocupar els dominis de l'emir de Ramla.
Després de la mort d'Àdud-ad-Dawla, el poder al Diyar Mudar va passar al kurd Badh o Badr. L'emir buwàyhida Samsan al-Dawlah, per evitar que estengués el seu poder a la resta del Djazira, va donar el Diyar Mudar i el Diyar Rabia als hamdànides Abu Abd Allah Hussayn ben Hàssan i Abu Tahir Ibrahim ben Hàssan (989), germans de Fadl Allah Abu Taghlib ben Hàssan. Amb l'ajut dels Banu Uqayl, aliats de son germà, van intentar ocupar Mossul, en mans de Badh. Hussayn va matar Badh en un combat a la regió de Balad (990), però el nebot de Badh, Abu Ali ben Marwan (emir dels marwànides), va continuar la lluita i va derrotar els dos germans i va fer presoner Hussayn (si bé el va alliberar per la intervenció del califa fatimita, que després el va acollir als seus dominis i li va donar el govern de Tir el 997). Abu Tahir Ibrahim es va barallar amb l'emir dels Banu Uqayl, Muhàmmad, que el va detenir i el va fer matar (992). Els Banu Uqayl van ocupar Mossul vers 993 i hi van establir la dinastia uqàylida.

## Llista d'emirs hamdànides de Mossul
- Abd-Al·lah ibn Hamdan, 905-914
- Munis (eunuc, general del califa), 914
- Abd-Al·lah ibn Hamdan, 914-916
- Governador del califa, 916-925
- Abd-Al·lah ibn Hamdan, 925-929
- Governador del califa, 929-930
- Nàssir-ad-Dawla (associat 925-929), 930-932
- governador del califa, 932-934
- Nàssir-ad-Dawla, 934
- Ibn Muqla (governador del califa), 934
- Ibn Habib (dinastia Banu Habib), 934-935
- Nàssir-ad-Dawla, 935-958
- Muïzz-ad-Dawla (buwàyhida), 958-959
- Nàssir-ad-Dawla, 959-964
- Muïzz-ad-Dawla (buwàyhida), 964-965
- Nàssir-ad-Dawla, 965-967
- Abu-Tàghlib, 967-978
- Àdud-ad-Dawla (buwàyhida), 978-983
- Badh (marwànida), 983-990
- Abu-Abd-Al·lah Hussayn ibn al-Hàssan, 989-991 (a Diyar Rabia i part de Diyar Mudar)
- Abu-Tàhir Ibrahim ibn al-Hàssan, 989-992 (a Diyar Rabia i part de Diyar Mudar)
- Abu-Alí ibn Marwan, 990-993
- als uqàylides o Banu Uqayl, 993

## Descendents de la branca de Mossul
Un altre germà, Dhu-l-Qarnayn ibn al-Hàssan, va entrar al servei del fatimita i fou governador de Damasc el 1010.
Un net d'Abu-Abd-Al·lah al-Hussayn ibn al-Hàssan, de nom al-Hussayn Abu-Muhàmmad, titulat Nàssir-ad-Dawla, fou un destacat general a Egipte, on fou governador de Síria, i després va estar al Caire durant els disturbis del 1065 i següents, i va arribar a ser amo absolut de la ciutat; va intentar restablir la sobirania abbàssida i va treure tot el poder al califa fatimita, però va morir en un complot el 1067 junt amb son germà, Fakhr-al-Arab.

## Emirs hamdànides d'Alep
Alí ibn Abi-l-Hayjà Abd-Al·lah ibn Hamdan (que després va rebre el títol de Sayf-ad-Dawla, que vol dir 'espasa de la dinastia') era germà de Nàssir-ad-Dawla al-Hàssan ibn Abi-l-Hayjà Abd-Al·lah ibn Hamdan de Mossul, i des del 936 governava Diyar Bakr i part del Diyar Mudar, però aquests territoris foren sotmesos per l'emir d'Egipte al-Ikhxid vers el 940. Els va reconquerir amb ajut de son germà el 944. L'octubre del 944 va entrar a Alep. Va haver de lluitar contra al-Ikhxid, però aquest va morir i el 947 es va fer una pau definitiva entre Ali i Unudjur (successor d'al-Ikhshid), per la qual Alep, Homs (Hims) i Kinnasrin li eren reconeguts junt amb el territori dels Awasin (la marca fronterera amb l'Imperi Romà d'Orient, que havia conquerit el 946) i el Diyar Bakr i gran part del Diyar Mudar, que governava teòricament per compte de son germà. Així, va sorgir l'emirat hamdànida d'Alep, formalment supeditat al de Mossul, però en la pràctica independent.
A partir del 962, els romans d'Orient li van arrabassar la Cilícia i altres possessions i el 963 van arribar a Alep. El 965, van completar la conquesta de Cilícia i Sayf-ad-Dawla va morir a Alep d'un atac d'hemiplegia, el febrer del 967, amb 51 anys.
El va succeir el seu fill Saad-ad-Dawla, que va haver d'oscil·lar entre romans d'Orient (982-986) i fatimites (986-991) per poder conservar el poder. Va morir el 991, quan anava a iniciar una guerra contra els fatimites. El va succeir el seu fill Saïd-ad-Dawla, que va passar el seu regnat enfrontat amb els fatimites i rebent ajut de l'Imperi Romà d'Orient. El 1001, l'Imperi Romà d'Orient va fer les paus amb els fatimites i, llavors, l'emir va haver de reconèixer el califa. El 1002, fou assassinat pel seu sogre i visir Lulu, que va assolir ell mateix el poder junt amb el fill Murtada-ad-Dawla durant dos anys com a regent de dos fills de l'emir deposat.
Lulu va enviar a l'exili el 1004 els fills de Saïd-ad-Dawla, Abu-l-Hàssan Aló i Abu-l-Maali Xarif, que van anar a Egipte; un altre fill, Abu-l-Hayjà, es va escapar disfressat de dona, i va arribar a territori romà d'Orient. Després, Abul Haydja va intentar ocupar Alep, però no va reeixir i, finalment, va passar al servei de l'imperi. Lulu va assolir el poder, sota una forta dependència fatimita i va morir el 1008. El seu fill Mansur fou poc més que un governador fatimita.
El 1015, Mansur fou enderrocat per Salih ben Mirdas i es va refugiar en territori romà d'Orient; també va intentar sense èxit reconquerir Alep.

## Llista d'emirs hamdànides d'Alep
- Sayf-ad-Dawla, 944-967 (reconegut el 947)
- Sad-ad-Dawla, 967-991
- Saïd-ad-Dawla, 991-1002
- Abu-l-Hàssan Alí, 1002-1004
- Abu-l-Maali Xarif II, 1002-1004
- Lulu (usurpador), 1002-1008 (regent 1002-1004)
- Murtada-ad-Dawla, 1008-1015